# 禁じられた遊び (テレビドラマ)
『禁じられた遊び』（きんじられたあそび）は、1995年4月13日から6月29日まで日本テレビ系列で毎週木曜21:00 - 21:54（JST）に放送された、よみうりテレビ制作のテレビドラマ。

## あらすじ
大学助教授・芝川映子は、15年前に区役所で働く夫の庸平と結婚。 そんな時、映子の年の離れた妹・丸山あゆみが結婚の為に上京。ところが新居になるはずの婚約者のマンションには他の女がいた。

## キャスト
- 芝川映子：かたせ梨乃
- 丸山あゆみ：常盤貴子
- 芝川庸平：岩城滉一
- 芝川百合：奥菜恵
- 鴫野恭一：杉本哲太
- 鴫野杏子：中村栄美子
- 鴫野幸造：村松克己
- 長沢由紀：春木みさよ
- 久世祐司：ダンカン
- 田村和久：遠山俊也
- 椎野健太：小橋賢児
- かずみ：笹峰愛
- 中川：志村東吾
- 原田龍二
- 綾田俊樹
- 柴田理恵
- 羽賀研二
- 山崎満

## スタッフ
- 脚本：宇山圭子、尾崎将也
- 演出：山本和夫、阿部雄一、国本雅広
- プロデューサー：山本和夫、東城祐司、塚本連平
- 音楽：EDISON、矢萩渉
- 制作協力：MMJ
- 制作著作：よみうりテレビ

## 楽曲
- 主題歌 - 「SILENT LOVER」C+C+T.K
- エンディングテーマ - 「君の瞳に映したい」猪島庄司+SORCE

## サブタイトル
1. お義兄さんが好き
2. お姉ちゃん許して
3. 忘れたいのに…
4. インモラルな夜
5. 別れられない
6. 泥棒猫
7. 妹が許せない
8. 妹の恋人
9. 誰にも渡さない
10. 私の勝ちね
11. 火遊びの報い
12. おまえしかいない

| 読売テレビ 木曜9時枠の連続ドラマ         | 読売テレビ 木曜9時枠の連続ドラマ    | 読売テレビ 木曜9時枠の連続ドラマ |
| 前番組                                   | 番組名                              | 次番組                           |
| ---------------------------------------- | ----------------------------------- | -------------------------------- |
| 寝たふりしてる男たち （1995.1.12 ‐ 3.9） | 禁じられた遊び （1995.4.13 ‐ 6.29） | 好きやねん （1995.7.6 ‐ 9.21）   |